# Yasuhiko Tachibana
Yasuhiko Tachibana  (Japans 立花泰彦, Tachibana Yasuhiko, 1955) is een Japanse contrabassist in de jazz.
Yasuhiko Tachibana speelde eind jaren 70 in de bigband Toshiyuki Miyama and New Herd, waarmee hij zijn eerste opnames maakte (So Long Charles). In de jaren 90 was hij lid van de band Betsuni Nanmo Klezmer. Hij nam hiermee in 1995/96 drie albums op. In het begin van de 21ste eeuw speelde hij in het Mato Quartet, met Carlo Actis Dato, Keisuke Ohta en Marcello Magliocchi. Met Dato en Ohta vormde hij ook een trio, Trio TAO (Tomorrow Night Gig, 2002), en speelde hij op het Fonomanie Festival in Bari in de Japans-Italiaanse groep The Chromatic Spy (een gelijknamig album in 2003). In de jazz speelde hij in de periode 1979-2002 mee op acht opnamesessies. Hij werkte verder met Takeshi Shibuya, Kunihiro Izumi en, als studiomuzikant, met het Hello! Project.